# Interpolation numérique
Ne doit pas être confondu avec les problèmes d'interpolation en géométrie.
Pour les articles homonymes, voir Interpolation.
En analyse numérique (et dans son application algorithmique discrète pour le calcul numérique), l'interpolation est une opération mathématique permettant de remplacer une courbe  ou une fonction par une autre courbe (ou fonction) plus simple, mais qui coïncide avec la première en un nombre fini de points (ou de valeurs) donnés au départ. Suivant le type d'interpolation, outre le fait de coïncider en un nombre fini de points ou de valeurs, il peut aussi être demandé à la courbe ou à la fonction construite de vérifier des propriétés supplémentaires. Le choix des points (ou valeurs) de départ est un élément important dans l'intérêt de la construction.
Le type le plus simple d'interpolation de courbe est l'interpolation linéaire, qui consiste à « joindre les points » donnés par des segments de droite. Elle peut servir à estimer les points de la courbe situés entre ceux donnés au départ. Le même principe  sert pour estimer les valeurs intermédiaires de celles données dans une table trigonométrique.
L'interpolation d'une fonction doit être distinguée de l'approximation de fonction, qui consiste à chercher la fonction la plus proche possible, selon certains critères, d'une fonction donnée. Dans le cas de l'approximation, il n'est en général plus imposé de passer exactement par des points donnés initialement. Ceci permet de mieux prendre en compte le cas des erreurs de mesure, et c'est ainsi que l'exploitation de données expérimentales pour la recherche de lois empiriques relève plus souvent de la régression linéaire, ou plus généralement de la méthode des moindres carrés.

## Interpolation linéaire

Interpolation linéaire

Dans le cas d'une interpolation linéaire, on constitue une courbe d'interpolation qui est une succession de segments. Entre deux points p1 et p2 de coordonnées respectives (x1 , y1) et (x2 , y2), l'interpolation est donnée par la formule suivante
{\displaystyle y=p\cdot (x-x_{1})+y_{1}}
avec la pente p qui s'exprime comme
{\displaystyle p={\frac {y_{2}-y_{1}}{x_{2}-x_{1}}}.}

## Interpolation cosinus
On utilise ici la fonction cosinus pour modéliser localement la courbe. Deux points seulement sont nécessaires pour évaluer la fonction qui remplace la courbe discrète.
La tangente à chaque pic est horizontale, ce qui signifie que chaque pic de la courbe correspond réellement à un point connu de la courbe discrète.

## Interpolation polynomiale

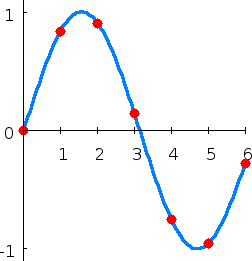
Interpolation polynomiale

Une interpolation polynomiale consiste à utiliser un polynôme unique, de degré aussi grand que nécessaire, pour estimer localement l'équation représentant la courbe afin de déterminer la valeur entre les échantillons.

### Répartition des points d'interpolation
Pour représenter une fonction en informatique, on prend en général « un certain nombre » de points et l'on fait une interpolation polynomiale, ce qui évite de calculer trop de points. Se pose alors la question du choix des points.
Dans un premier temps, on peut prendre des points régulièrement répartis dans l'intervalle. Cependant, cela peut donner des « effets de bord » (le polynôme représente bien au milieu de l'intervalle, mais a un comportement différent aux bords bien que passant par les points), et pose un problème dans les endroits où les variations de pente sont importantes.
Pour éviter les effets de bord, on utilise des points répartis selon une fonction sinusoïdale (il y a plus de points aux bords qu'au centre), voir Polynôme de Tchebychev.
On peut aussi utiliser le « remaillage automatique » : pour chaque intervalle, on calcule la différence entre le polynôme et la fonction au point médian, et si cet écart est supérieur à un seuil de tolérance, on rajoute un point au milieu de l'intervalle.

## Interpolation polynomiale par parties

Interpolation cubique (spline)

On utilise ici une équation polynomiale pour modéliser localement la courbe.
Dans le cas d'une interpolation cubique, quatre points sont nécessaires pour évaluer la fonction qui remplace la courbe discrète. Tout dépend des conditions de continuité utilisées, la forme de la cubique peut varier et donner une interpolation différente, par exemple : interpolation cubique de Keys ou interpolation cubique splines, interpolation d'Akima.
La tangente à chaque point d'indice i possède la même pente que le segment reliant les points d'indice i – 1 et i + 1, ce qui signifie que chaque pic de la courbe peut être dépassé par la courbe interpolée.

## Autres problèmes d'interpolation
Problème d'interpolation de Lidstone
Étant donné deux suites réelles (an) et (bn), Lidstone a voulu construire une fonction interpolatrice définie sur un intervalle [a,b] telle que
{\displaystyle \forall n\in \mathbb {N} ,\ f^{(2n)}(a)=a_{n},f^{(2n)}(b)=b_{n}}
Les solutions sont aujourd'hui connues sous le nom de séries de Lidstone (en).
Problème d'interpolation de Whittaker
Étant donné deux suites réelles (an) et (bn), Whittaker a voulu construire une fonction interpolatrice définie sur un intervalle [a,b] telle que
{\displaystyle \forall n\in \mathbb {N} ,\ f^{(2n+1)}(a)=a_{n},f^{(2n)}(b)=b_{n}}
Les solutions font intervenir les polynômes de Whittaker,.

## Interpolation d'Abel-Gontcharoff
Les problèmes d'interpolation ont été étendus de la droite réelle au plan complexe. Abel a étudié le problème d'interpolation suivant : étant donné une suite de nombres complexes (zn), on souhaite construire une fonction entière telle que 
{\displaystyle \forall n\in \mathbb {N} ,\ f^{(n)}(n)=z_{n}}
La solution fait intervenir des polynômes d'Abel :
{\displaystyle f(z)=z_{0}+\sum _{n\geq 1}{\frac {z_{n}}{n!}}z(z-n)^{n-1}}
Gontcharoff étend la question en posant le problème d'interpolation sur une suite de complexes (σn)
{\displaystyle \forall n\in \mathbb {N} ,\ f^{(n)}(\sigma _{n})=z_{n}}

## Applications
- Étalonnage d'un appareil en métrologie : par la mesure de points connus (étalons), on ajuste les paramètres de la loi reliant l'intensité mesurée (en général, courant ou tension sortant du détecteur) à l'intensité du phénomène ; la loi sert donc à interpoler entre les points des étalons.
- Représentation graphique
- Éléments finis
- Usinage par interpolation